# オリボー＝シュル＝シアーニュ
オリボー＝シュル＝シアーニュ （Auribeau-sur-Siagne）は、フランス、プロヴァンス＝アルプ＝コート・ダジュール地域圏、アルプ＝マリティーム県のコミューン。

## 地理
オリボーはカンヌとグラースの中間にある11世紀につくられた中世の村である。シアーニュ川を見下ろす岩山の上に腰掛けるようにして集落が広がる。

## 歴史
オリボーは、外部の侵略から村を守るようにつくられた、いわゆる『鷹の巣』村である。人の定住を証明する最も古い痕跡は、ペグロの峰の上にあるオッピドゥムである。これは紀元前600年頃、ケルト・リグリア人によって築かれたものである。
紀元前155年、ローマ軍はケルト・リグリア人と戦ったが、ローマが勝利したのは紀元前14年のアウグストゥス帝の時代である。ローマはアウレリア街道、ユリア・アウグスタ街道を使い、地中海沿いに現在のアルプ＝マリティーム県を移動してアルルへ向かった。
1158年の法令によって、ローマ教皇はオリボーおよびペゴマ、ムアンの教会の領地と十分の一税の権利はアンティーブ司教にあると確認した。
1242年の文書で『オリボーの教会と城』が示すように、当時のオリボーに村があったことを証明している。戦争や黒死病の流行のため、村は14世紀半ばには住民がまばらになっていた。レーモン・ド・テュレンヌによる略奪は、1399年まで村を荒廃させることになった。1400年に書かれた文書では、オリボーの地が寂れたさまを伝えている。
1497年6月5日の契約で、グラース司教ジャン・アンドレ・グリマルディは、オリボーの中の住宅を再建するためアルベンガおよびヴェンティミーリア司教区の住民たちを連れてきた。16世紀から現在の古い村が築かれた。村を取り巻く壁の外に築かれた教会の起源は17世紀にさかのぼる。16世紀、シアーニュ川はオリボーとマンドリュー＝ラ＝ナプールをつなぐ水路であり、貿易ルートとなっていた。
1692年、オリボーの住民はアンティーブの防衛設備建設のための労働者派遣要求を拒否した。スペイン継承戦争中の1707年、オリボーはフランス軍およびオーストリア・サルデーニャ連合軍に略奪された。1720年、マルセイユのペスト流行が広がり、オリボーの村は外部との往来を遮断し人々は閉じこもった。当時、壁の外で教会建設が進められていたが疫病流行で空白の期間が生じた。1765年のオリボー人口は560人であった。

## 人口統計
| 1962年 | 1968年 | 1975年 | 1982年 | 1990年 | 1999年 | 2006年 | 2011年 |
| ------ | ------ | ------ | ------ | ------ | ------ | ------ | ------ |
| 651    | 767    | 950    | 1154   | 2072   | 2612   | 2710   | 3035   |

参照元:1999年までEHESS、2004年以降INSEE